# Friedrich von der Trenck

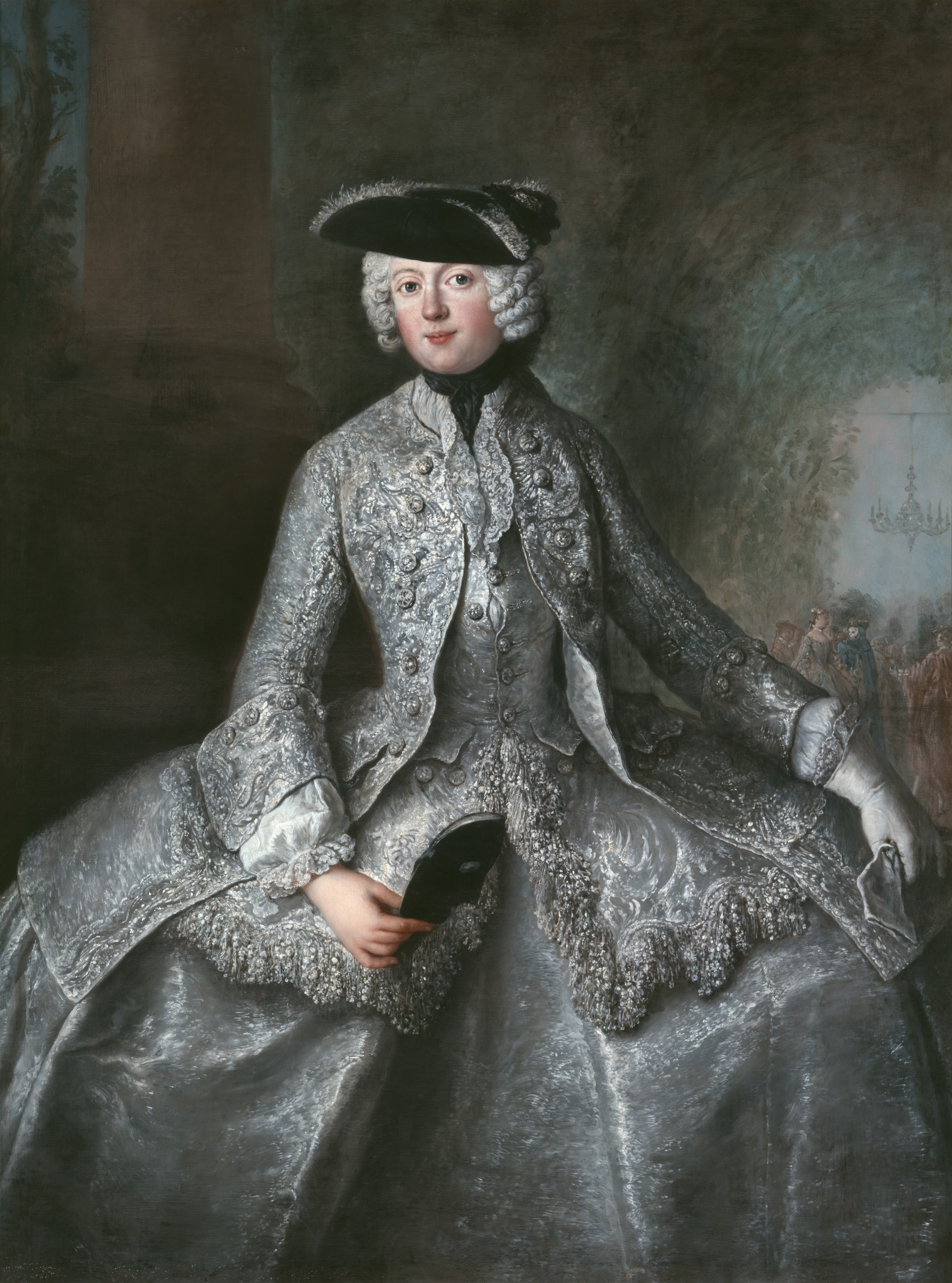
Anna Amalia Pruska, malował Antoine Pesne

Friedrich von der Trenck (ur. 16 lutego 1726, zm. 25 lipca 1794) – pisarz, oficer pruski i austriacki.

## Życiorys
Urodził się w pruskiej rodzinie arystokratyczne 16 lutego 1726 roku w Królewcu, jako syn pruskiego generała kawalerii Christopha Ehrenreicha von der Trencka. Był kuzynem pułkownika austriackiego Franza von Trencka. W wieku 13 lat rozpoczął naukę na Uniwersytecie w Königsberu. Podczas inspekcji Prus Wschodnich, król Fryderyk II Hohenzollern odwiedził Uniwersytet, gdzie miał zamiar wybrać młodych studentów prawa na kadetów królewskiej kawalerii w Poczdamie; wśród wybranych był baron Friedrich von Trenck.
W 1742 r. rozpoczął edukację w szkole kadetów w Poczdamie, w której uczył się trudnej pruskiej musztry. W roku 1743, podczas parady, Trenck został przedstawiony najmłodszej siostrze Fryderyka II, księżniczce Annie Amalii, która wracała do Berlina z uroczystości zaślubin swej starszej siostry Ulryki z przyszłym królem Szwecji. To spotkanie zapoczątkowało skryty romans Amalii z młodym oficerem. W 1744 r. Trenck z wyróżnieniem ukończył kurs kadetów i wstąpił do armii pruskiej. Na niezwykły talent młodego oficera, który zdecydowanie górował nad rówieśnikami, zwrócił uwagę król Fryderyk II. W ten sposób w 1744 r. został adiutantem króla Prus.
W czasie drugiej wojny śląskiej, odznaczył się kilka razy i zdobył zaufanie Fryderyka, ale nagle, na kilka dni przed bitwą pod Soor, 28 lipca 1745 roku z polecenie króla Trenck został aresztowany i uwięziony w śląskiej twierdzy w Glatz (Kłodzko). Przyczyną uwięzienia był najprawdopodobniej odkryty nagle romans z siostrą królewską, która została zesłana do zamku Quedlinburg, gdzie osadzano damy krwi królewskiej na okres porodu nieślubnych dzieci; oficjalnym powodem aresztowania była korespondencja z kuzynem Franzem, pułkownikiem w służbie w austriackiej. Po kilku nieudanych próbach, zdołał uciec z twierdzy przy pomocy porucznika Schella 24 grudnia 1746 r. i przez Czechy dostał się do Wiednia.
Od tej pory życie Trencka pełne było intryg i przygód, które zapewniły mu sławę w całej Europie. Ze względu na złą reputację kuzyna (uwikłanego w morderstwo) był niemile widziany w Wiedniu i nie mógł otrzymać tam pracy. Gdy austriacki sąd wojenny rozpoczął postępowanie wobec kuzyna, w obawie przed niesprawiedliwym posądzeniem Friedrich zrezygnował z prób ubiegania się o stopień w armii austriackiej i opuścił Wiedeń udając się na Węgry. W 1749 r. jednak, po śmierci kuzyna, powrócił w sprawach spadkowych do stolicy cesarstwa, gdzie otrzymał ofertę stopnia kapitana kawalerii wraz z przydziałem do cesarskiego Kürassierregimentu na Węgrzech.
W roku 1753, w sprawach rodzinnych, udał się do Gdańska, gdzie wpadł w zasadzkę i z polecenia Fryderyka II został ponownie aresztowany i bez wyroku sądu uwięziony w twierdzy w Magdeburgu. Z twierdzy, pomimo wielu prób, nie udało się zbiec. Po zakończeniu wojny siedmioletniej na prośbę cesarzowej Marii Teresy został zwolniony. Następnie kilka lat Trenck spędził w Akwizgranie, zajmując się handlem węgierskim winem, po czym powrócił do swojej węgierskiej posiadłości, gdzie napisał autobiografię i opublikował ją w kilku popularnych periodykach europejskich. W latach 1774–1777 odwiedził Anglię i Francję, później został zatrudniony przez rząd cesarski w tajnych służbach dyplomatycznych i misjach.
Po śmierci Fryderyka Wielkiego w 1786 r. uzyskał pozwolenie na powrót do Prus i przez okres dwóch lat przebywał w Berlinie. W 1786 r. opublikował swoje wspomnienia. W 1788 roku odwiedził Paryż, gdzie przez chwilę był bohaterem sezonu. W 1789 r. powrócił na Węgry w celu zebrania i wydania swoich utworów, jednak w 1791 r. w związku z wybuchem rewolucji we Francji powrócił do Paryża jako obserwator wydarzeń. Tam został jednak uznany za szpiega wrogiego państwa i osadzony w Saint-Lazare. Sąd rewolucyjny uznał go winnym i w dniu 25 lipca 1794 roku Trenck został stracony na gilotynie. Stało się to na dwa dni przed zdobyciem parlamentu i uwolnieniem więźniów politycznych oraz aresztowaniem Robespierre’a.
Friedrich von der Trenck był jedną z najbardziej interesujących i kontrowersyjnych postaci XVIII-wiecznej Europy. Jego autobiografia została przetłumaczona na wiele języków, po raz pierwszy w języku niemieckim ukazała się w Berlinie i Wiedniu w 1787 roku.

## W kulturze
W roku 1972 Fritz Umgelter wyemitował na kanale publicznym ZDF 5-odcinkowy serial telewizyjny pt. „Die merkwürdige Lebensgeschichte des Friedrich Freiherrn von der Trenck”', którego bohater przedstawiony jest w romantycznym świetle. Reżyser uwypuklił szlachetne cechy jego charakteru i godne zachowanie w wielu trudnych okazjach. Rolę Trencka powierzono Matthiasowi Habichowi.
W 2003 r. ZDF wyemitowała 2-odcinkowy film telewizyjny Trenck – Zwei Herzen gegen dir Krone. W głównych rolach wystąpili Ben Becker i Alexandra Maria Lara.
Jego życie posłużyło też za kanwę powieści Trenck Brunona Franka.
Jest mu także dedykowana płyta niemieckiego zespołu Von Thronstahl – „Germanium Metallicum”.